# Erwin Madelung
Pour les articles homonymes, voir Madelung.
Erwin Madelung, né le 18 mai 1881 à Bonn et mort le 1er août 1972 à Francfort-sur-le-Main, est un physicien allemand.

## Vie et œuvre
Erwin Madelung a grandi à Bonn, à Rostock et à Strasbourg, où son père Otto Madelung (1846–1926) était directeur de la clinique de chirurgie de l'université avant que l'Alsace ne redevienne, en 1918, un territoire français. Il est allé au renommé Protestantisches Gymnasium, Lycée protestant de Strasbourg, qui devait produire quelques autres personnalités, comme l'a remarqué le lauréat du Prix Nobel de physique de 1914, Max von Laue, dans son autobiographie. Erwin Madelung est le petit frère du chimiste Walter Madelung (de) (1879–1963) et le grand frère de l'ingénieur en aéronautique Georg Madelung (1889–1972). Sa demi-sœur Tussa (ou plus exactement Auguste Eleonore) Madelung maria en 1922 un collègue d'Erwin à Göttingen, le physicien expérimental Robert Wichard Pohl (1884–1956).
Erwin Madelung a étudié la physique à Kiel, à Zurich et à Strasbourg et obtenu en 1905 son doctorat en physique à l'Université de Göttingen sous la direction de Hermann Theodor Simon (de) (1870–1918), se spécialisant dans la structure cristalline. Après un voyage autour du monde qui dura presque un an, il revint à l'Université de Göttingen et travailla essentiellement sur la structure des solides cristallins. En 1908, il devint l'assistant de Eduard Riecke (de). En 1912, il devint professeur à Göttingen. C'est à cette époque qu'il développa la constante de Madelung qui caractérise l'effet électrostatique de tous les ions présents dans un cristal pour déterminer l'énergie d'un ion.
Après de courtes charges de professeur à Kiel et à Münster, il succéda en 1921 à Max Born à l'Université de Francfort-sur-le-Main, où il occupa la chaire de physique théorique jusqu'en 1949. Il y donna des cours jusqu'en 1953. Il s'y spécialisa en physique atomique et en mécanique quantique. Il développa également les équations de Madelung (de), une forme alternative de l'équation de Schrödinger. Il est aussi connu pour la règle de Madelung, qui stipule que les orbitales atomiques sont remplies selon un ordre croissant de la somme des nombres quantiques n + l.
Son fils Otfried Madelung (de) fut également un professeur de physique théorique, mais à Marbourg.

## Travaux
- Magnetisierung durch schnell verlaufende Stromvorgänge mit Rücksicht auf Marconis Wellendetektor, (Magnétisation par courant intense concernant les détecteurs d'onde de Marconi). Göttingen, Univ., Phil. Fak., Diss., 1905.
- Die mathematischen Hilfsmittel des Physikers, (Les mathématiques en aide aux physiciens), Springer Verlag, Berlin 1922. Éditions subséquentes : 1925, 1935, 1950, 1953, 1957, 1964.